# John Douglas (seigneur de Balvenie)
Pour les articles homonymes, voir Douglas et John Douglas.
John Douglas, Lord de Balvenie (1433 - 1463) est un pair d'Écosse et membre du clan Douglas.

## Biographie

### Famille
John est le cinquième et dernier fils de James Douglas, 7e comte de Douglas et de Beatrice Lindsay, fille d'Henry II Sinclair, comte des Orcades.
Il compte parmi ses frères William Douglas, 8e comte de Douglas, James Douglas, 9e comte de Douglas, Archibald Douglas, comte de Moray et Hugh Douglas, comte d'Ormonde.

### Carrière et mariage
En 1445, son frère William lui donne les terres de Balvenie et Drummuir.
En 1448, en réponse aux attaques incessantes des Anglais, il ravage le Cumberland. Il participe à la bataille de Sark au côté de son frère Hugh. Il capture à cette occasion Lord Poynings.

### Rébellion et mort
Après l'assassinat de son frère William par le roi Jacques II en 1452, Moray entre en rébellion ouverte contre le roi.
Avec ses autres frères, sauf James, devenu 9e comte de Douglas, John affronte l'armée royale le 1er mai 1455 à la bataille d'Arkinholm et est défait. Moray meurt de ses blessures et Ormonde, capturé, est exécuté pour trahison. Balveny parvient à s'enfuir en Angleterre mais ses terres sont confisquées par la Couronne.
Après la mort de Jacques II en 1460, les perspectives pour Balveny de rentrer en Écosse deviennent désormais possibles. Il reçoit une rente annuelle de 100 livres du roi Édouard IV à partir de 1461. Avec son frère James et Jean II MacDonald, seigneur des Îles, il signe un traité à Westminster en 1462, par lequel ils se partagent avec Édouard l'Écosse.  
En réaction, la régente d'Écosse Marie d'Egmont met une récompense de 1,200 merks sur la tête de Balvenie. En 1463, Balvenie est capturé par les soldats de la reine alors qu'il tente de fomenter une rébellion. Emprisonné à Édimbourg, il est décapité peu après.